# Distretto di Karamanlı
Il distretto di Karamanlı (in turco Karamanlı ilçesi) è uno dei distretti della provincia di Burdur, in Turchia.
| Controllo di autorità | VIAF (EN) 239631745 · GND (DE) 4458226-2 |